# Karin Buchholz (Autorin)
Karin Buchholz (* 24. August 1963 in Buchholz in der Nordheide) ist eine deutsche Autorin und Kolumnistin.

## Leben
Karin Buchholz wurde im niedersächsischen Buchholz in der Nordheide geboren und zog 2004 nach Schleswig-Holstein. Dort arbeitet sie in einem stillgelegten Leuchtfeuer. Karin Buchholz ist verheiratet und hat einen Sohn, den Grafikdesigner A. Robert Buchholz.
Nach ihren Ausbildungen zur Patentanwaltsgehilfin (1983) und Fremdsprachenassistentin machte sich Karin Buchholz noch im selben Jahr als Inhaberin eines Büroservice, Übersetzerin, Fremdsprachenassistentin später OfficeManagement-Beraterin selbständig. Seit 2006 widmet sie sich nur noch der Schriftstellerei.

## Schriftstellerischer Werdegang
Bereits 2003 begann Karin Buchholz mit ihrer schriftstellerischen Arbeit; seit 2006 arbeitet die Autodidaktin als freie Autorin und Kolumnistin.
Diverse Buchveröffentlichungen sowie Arbeiten im Tonstudio (u. a. beim Einsprechen ihres Hörbuchs zum ersten Band der Reihe „Strandgut“ und diverse Sprechaufträge).
Auch die Illustrationen ihrer Bücher fertigt die Autorin selbst.
Seit 2012 ist Karin Buchholz Autorin und Herausgeberin einer eigenen Mini-Buch-Edition.
Jährlich veranstaltet Buchholz zahlreiche Lesungen und Lesesalons in ganz Norddeutschland. Grundcharakteristikum ist dabei die Mischung von heiteren und besinnlichen Texten: Anspruchsvolle und tiefgründige Texte werden verwoben mit Geschichten von nordischem Lokalkolorit, der Magie des Augenblicks und dem Glück der kleinen Dinge.
Ihr Schreibstil ist bildhaft, sie selbst bezeichnet sich als „Wortmalerin“. Der Schwerpunkt der schriftstellerischen Tätigkeit liegt auf dem Gebiet der Kurzgeschichten, wenngleich aber auch Arbeiten in anderen Genres entstanden sind (Kinderbücher, Romane, Lyrik).
Über die Buchveröffentlichungen hinaus wurde Buchholz bekannt durch ihre Arbeit als Kolumnistin (seit 2008 fortlaufend satirische USA-Berichterstattung, in einigen norddeutschen Magazinen erschienen ihre Alltagsbeobachtungen aus Deutschland).
Seit 2010 tritt sie als Laudatorin auf; unter anderem bei Vernissagen der schleswig-holsteinischen Malerin Ines Ramm (Diakonie Kropp 2010 und Hotel Reichshof Hamburg 2012) und 2014 als Jurymitglied beim schleswig-holsteinischen Kurzgeschichten-Wettbewerb „Butter bei die Fische – So schreibt der Norden“.

## Werke
Einzeltitel
- Der Duft nach Sommer – Eine Erzählung. Frieling Verlag, Berlin 2005, ISBN 3-8280-2130-1

Hörbücher
- Strandgut – Geschichten mit Meerblick. Band 1, Autorenlesung, 2CDs 152 Min., gelesen von Karin Buchholz, 2010, ISBN 978-3-00-030591-7

Sonstige
Hinzu kommen mehrere Werke im BoD-Verlag, so z. B. die Kurzgeschichtensammlungen Strandgut – Geschichten mit Meerblick. Band 1 und 2 und Stadtgezeiten, die jeweils auch als E-Books angeboten werden, und die Geschenkbändchen ihrer Mini-Buch-Edition.